# Гришино (Молчановський район)
Гри́шино (рос. Гришино) — село у складі Молчановського району Томської області, Росія. Входить до складу Молчановського сільського поселення.

## Населення
Населення — 175 осіб (2010; 194 у 2002).
Національний склад (станом на 2002 рік):
- росіяни — 90 %